# Окциденталь
Окциденталь, або Інтерлінгве (Occidental, Interlingue) — міжнародна штучна мова. Запропонована в 1922 році Едгаром де Валем (Естонія). У 1949 році перейменована в інтерлінгве для усунення негативних асоціацій, які могла б викликати назва «західний», а також заради планованого зближення з інтерлінгвою-ІАЛА.

## Фонетика і графіка
Використовуються всі букви латинського алфавіту в їхньому традиційному значенні з позиційно обумовленою варіативністю читання деяких букв і буквосполучень: c і g перед передніми голосними як [ц] і [ж] відповідно, ch як [ч] або [ш] перед голосними та [х] або [к] перед приголосними та в словах грецького походження, s одзвінчується між голосними. Така запозичена з природних мов варіативність дозволяє зберегти баланс між традиційною орфографією інтернаціоналізмів і їхнім традиційним звучанням.
Слова грецького походження можуть записуватися як в історичній латинській транскрипції, так і фонетично (physica і fysica, theosoph і teosof), подвоєння приголосних може опускатися, якщо це не веде до утворення омонімів (cane 'собака' vs. canne 'гармата').
Наголос падає на голосний перед останнім приголосним, при цьому закінчення множини -s і закінчення дієприкметників -men не роблять впливу на місце наголосу. Якщо наголос за основним правилом виявляється на суфіксах -bil, -ic, -im, -ul, то воно переноситься на наступний склад від кінця.

## Лексика і словотворення
Мова заснована на інтернаціональній лексиці, загальній для головних західноєвропейських мов — у першу чергу (хоча не виключно) романських.
Помітний вплив французької мови, як в оформленні багатьох слів, так і в синтаксисі (на відміну від інтерлінгви-ІАЛА, що орієнтується на південнороманські мови).
Словотвір будується за зразком природних мов, але одночасно регулюється так званим правилом де Валя: при утворенні дієслівної основи Супіна
- до основи теперішнього часу, що кінчається на тематичний голосний або -c, додається -t;
- кінцеві d, g або r замінюються на s;
- інші кінцеві приголосні залишаються без зміни.

Від основи теперішнього часу утворюються слова з суфіксами -(e)nt, -(e)ntie, -(e)ment, -(i)bil, — (i)da, -age, від основи Супін — з суфіксами -ion, -or, -ori, -iv, -ura.
Це дозволило включити в словник окціденталя велику кількість інтернаціоналізмів з зазначеними чергуваннями основ: varia-nte 'варіант' -variat-ion 'варіація';pretend-ente 'претендент' -pretens -ion 'претензія'.
Правило де Валя, як і система регулярних афіксів, багато в чому перетинається з есперанто і ідо, зближуючи окциденталь зі схематичними проєктами, протиставляючи гіпернатуралістичній інтерлінгві-ІАЛА. Мова, однак, йде не про автономні правила словотворення, як в схематичних мовах, а про правила відбору похідних і мотивуючих основ з природних мов.
Так, не враховані правилом де Валя випадки чергування основ уніфікуються на базі Презенс (indulg-/ indult → indulg-) або частіше на базі Супін (discut-/ discuss → discuss-; redig — / redact → redact-) — залежно від того, яка з основ продуктивніша в інтернаціональних словах.

## Основні граматичні особливості
Іменники не мають категорії граматичного роду. Стать живих істот може виражатися за допомогою кінцевого -o і -a: cavall 'кінь', cavallo 'жеребець', cavalla 'кобила'.
Множина утворюється постфіксом -(e)s.
Прикметники і артиклі (невизначений un, визначений li) з іменниками не узгоджуються.
Розрізняються суб'єктна й об'єктна форми особових займенників:
| yo   | я      | me | мене  | noi          | ми   | nos       | нас |
| tu   | ти     | te | тебе  | vu           | ви   | vos       | вас |
| il   | він    | le | нього | illi (illos) | вони | les (los) | них |
| ella | вона   | la | неї   | illi (illas) | вони | les (las) | них |
| it   | «воно» | it | нього | illi         | вони | les       | них |

До основи теперішнього часу дієслів приєднуються закінчення -(e)r (інфінітив), -(e)nt (активне причастя) і -t (пасивне причастя і минулий час, а для дієслів, у яких ця форма збігається з основою Супін — також і віддієслівний іменник).
Дієприслівники утворюються від дієприкметників за допомогою кінцевого -e, похідні прислівники від прикметників — за допомогою суфікса -men (прикметники можуть вживатися в прислівниковому значенні й у «чистому» вигляді, якщо це не веде до двозначності).
Більшість же граматичних значень виражається аналітично: для непрямих відмінків іменників — прийменники, для ступенів порівняння прикметників і прислівників — показники plu/min(u) (компаратив) і max(im)/minim (суперлятив), для дієслів — допоміжні форманти: va+ інфінітив = майбутній час, vell+ інфінітив =кон'юнктив, ha+ минулий час = доконаний, hat+ минулий час = плюсквамперфект, форми дієслова esser+ активне причастя = прогресивна форма (пор. continuous tense в англ.).

## Приклад тексту
«Отче наш»:
| Occidental / Interlingue | Interlingua | Latino sine flexione | Латина |
| Patre nor, qui es in li cieles, mey tui nómine esser sanctificat, mey tui regnia venir, mey tui vole esser fat, qualmen in li cieles talmen anc sur li terre. Da nos hodie nor pan omnidial, e pardona nor débites, qualmen anc noi pardona nor debitores. E ne inducte nos in tentation, ma libera nos de lu mal. Amen. | Patre nostre, qui es in le celos, que tu nomine sia sanctificate; que tu regno veni; que tu voluntate sia facite como in le celo, etiam super le terra. Da nos hodie nostre pan quotidian, e pardona a nos nostre debitas como etiam nos los pardona a nostre debitores. E non induce nos in tentation, sed libera nos del mal. Amen. | Patre nostro, qui es in celos, que tuo nomine fi sanctificato. Que tuo regno adveni; que tua voluntate es facta sicut in celo et in terra. Da hodie ad nos nostro pane quotidiano. Et remitte ad nos nostros debitos, sicut et nos remitte ad nostros debitores. Et non induce nos in tentatione, sed libera nos ab malo. Amen. | Pater noster, qui es in cælis, sanctificetur nomen tuum. Adveniat regnum tuum. Fiat voluntas tua, sicut in cælo, et in terra. Panem nostrum quotidianum da nobis hodie, et dimitte nobis debita nostra, sicut et nos dimittimus debitoribus nostris. Et ne nos inducas in tentationem, sed libera nos a malo. Amen. |